# Tribalus andrei
Tribalus andrei är en skalbaggsart som beskrevs av Vienna 1994. Tribalus andrei ingår i släktet Tribalus och familjen stumpbaggar. Inga underarter finns listade i Catalogue of Life.